# مردم اینگا
مردم اینگا (انگلیسی: Inga people) از مردمان بومی آمریکای جنوبی هستند که در جنوب غرب کلمبیا زندگی می‌کنند.
این مردمان به گویش اینگا کیچوا سخن می‌گویند که از گویش‌های زبان کچوا به‌شمار می‌آید.بیشتر مردمان اینگا دوزبانه هستند و هم به اینگا و هم به اسپانیایی سخن می‌گویند زیرا زبان اینگا را جزو زبان‌های درخطر می‌دانند.